# Château de Dolbeau
Le château de Dolbeau est un château situé à Semblançay (Indre-et-Loire) et inscrit aux monuments historiques le 6 octobre 2014.